# Kåre Holt
Kåre Holt (10 d'octubre de 1916, Våle – 15 de març de 1997, Holmestrand) fou un escriptor noruec.
La seva primera obra es va publicar el 1939, era un llibre infantil titulat tore Kramkar. A partir d'aquí la seva carrera va progressar amb més llibres infantils, guions, guions per a la ràdio, biografies i novel·les històriques. La trilogia Kongen sobre la vida de Sverre Sigurdsson, rei de Noruega entre 1184 i 1202, és considerada la seva principal obra. També és recordat per les seves obres que recullen la tradició mitològica nòrdica amb d'altres que fan referència a personatges mítics de la història noruega, com Roald Amundsen, sobre qui va escriure una obra, Kappløpet, que va tenir gran èxit el 1974.
Helt va guanyar el Premi de la crítica noruega el 1954 per Mennesker ved en grense. També va ser nominat tres vegades al Premi de literatura del Consell Nòrdic, el 1960, per la novel·la Kongen—Mannen fra utskjæret, el 1970 per Kongen—Hersker og trell i, el 1979, per Sønn av jord og himmel.